# François Langlois dit Chartres
Pour l’article homonyme, voir François Langlois (homonymie).
François Langlois dit Chartres ou Ciartres est un éditeur et marchand d'estampes, peintre et libraire français, né à Chartres en 1588 et mort à Paris le 13 janvier 1647.

## Biographie

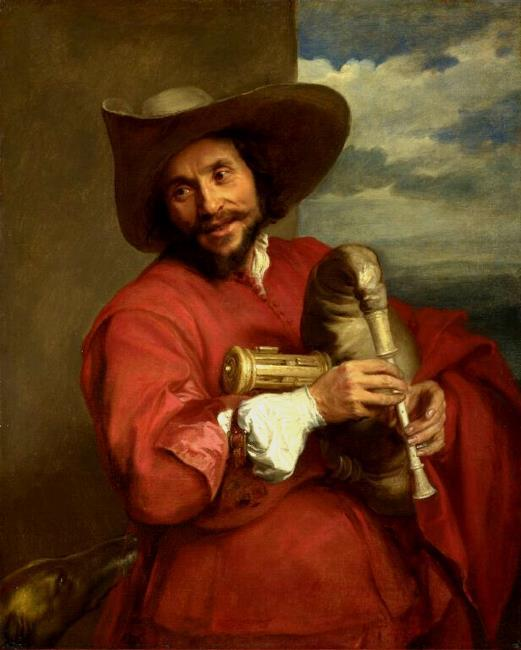
Portrait de François Langlois dit Chartres par Van Dyck, 1625-1635.

François Langlois est baptisé à Chartres le 12 mai 1588.
Il commence un apprentissage comme libraire chez Pierre-Louis Febvrier (1610-1614) et entreprend de voyager en Italie : il passe par Rome en 1613-1614 puis par Gênes, Florence et de nouveau Rome en 1621. On l'appelle alors « Ciartres » (écriture italianisante de « Chartres »). Il fréquente alors Claude Vignon, Stefano Della Bella, François Collignon, Van Dyck. Il se livre également au commerce d'estampes et de tableaux, notamment pour le comte d'Arundel et Charles Ier d'Angleterre : on le voit vendre plusieurs centaines de tableaux pour des sommes atteignant parfois 20 000 livres.
En tant que peintre, il réalise en collaboration avec Matthieu Fredeau le retable de l'autel du rosaire dans l'église des Prêcheurs d'Aix-en-Provence. Il s'installe définitivement à Paris la même année, bien qu'il fasse encore des voyages aux Pays-Bas et en Angleterre. Ce n'est qu'en 1637 qu'il cesse ses services au comte d'Arundel, lui conseillant Claude Mellan pour le remplacer.
Il installe alors des presses dans l'île de la Cité et édite des estampes en collaboration avec Melchior Tavernier avec qui il travaillera fréquemment. Le 26 octobre 1634, il est de plus reçu maître par la communauté des libraires.
Il se marie en 1637 à la fille d'un marchand de vin de Paris, Madeleine de Collemont,. Il a peu avant loué la maison où il appose son enseigne « au Colonnes d'Hercule », rue Saint-Jacques : il y demeure jusqu'à sa mort.
Opposé à la constitution d'une maîtrise pour la gravure en taille-douce, il s'oppose au projet de Palevoisin (1644) avec Abraham Bosse, Pierre Daret, Grégoire Huret, Gilles Rousselet, Stefano Della Bella et Pierre Ier Mariette.
À son décès, il possède deux presses à taille-douce,.
Il meurt le 13 janvier 1647 et est inhumé à Saint-Benoît-le-Bétourné. Sa femme se remarie avec Pierre II Mariette.

## Œuvres

### Publications

Estampes
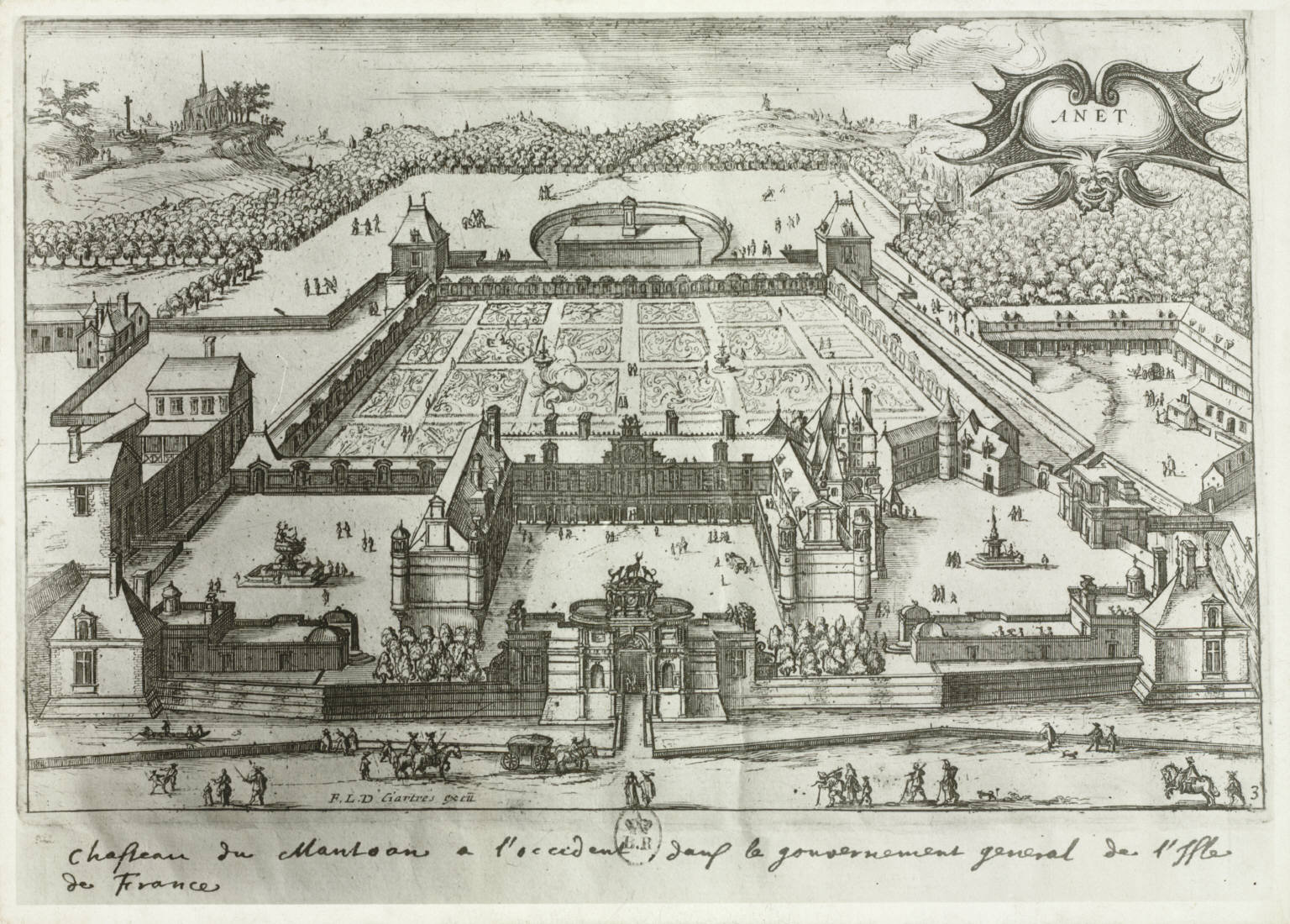
Château d'Anet (actuelle Eure-et-Loir, France).
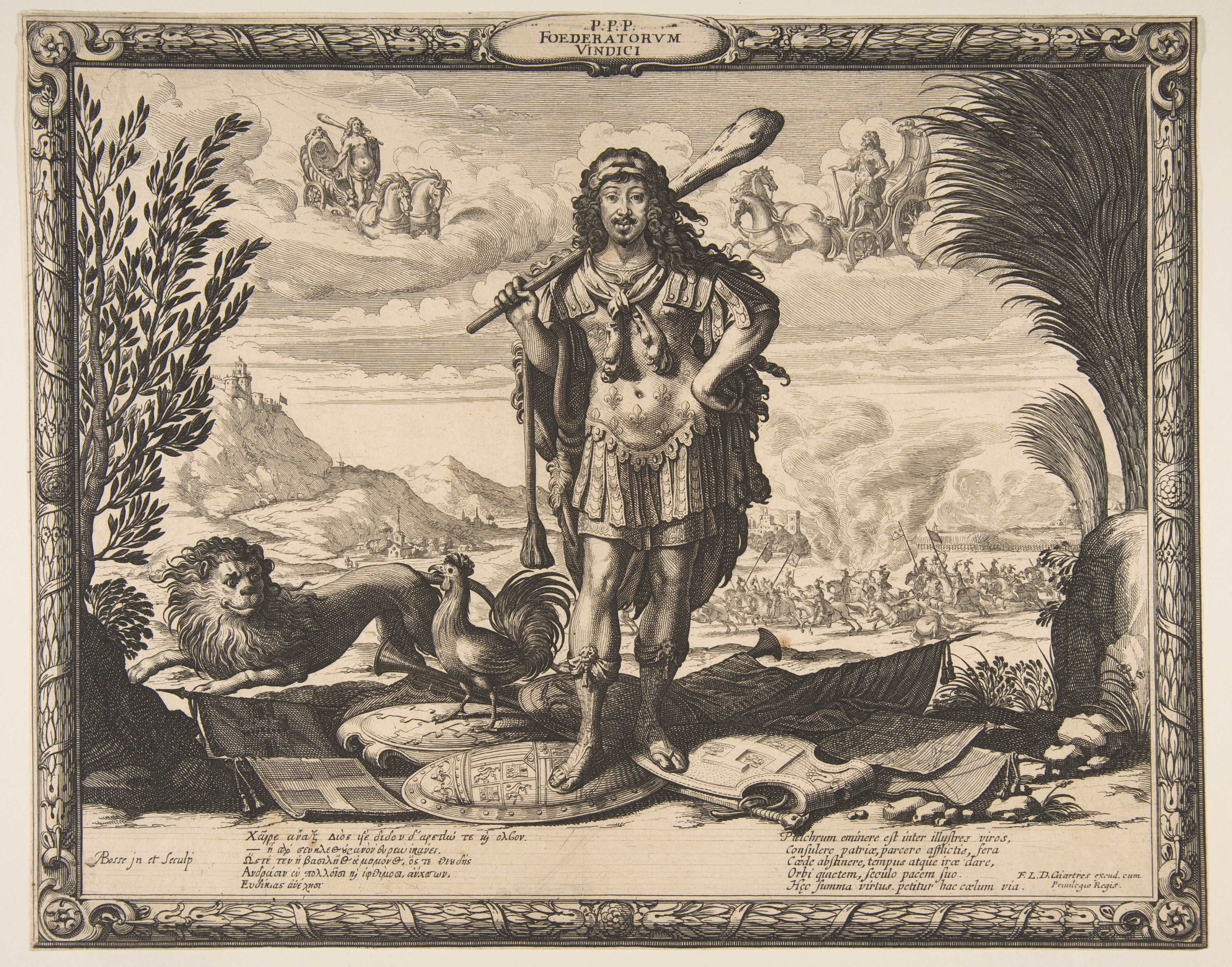
Déclaration de guerre à l'Espagne : Louis XIII en Hercules d'Abraham Bosse, vers 1635.
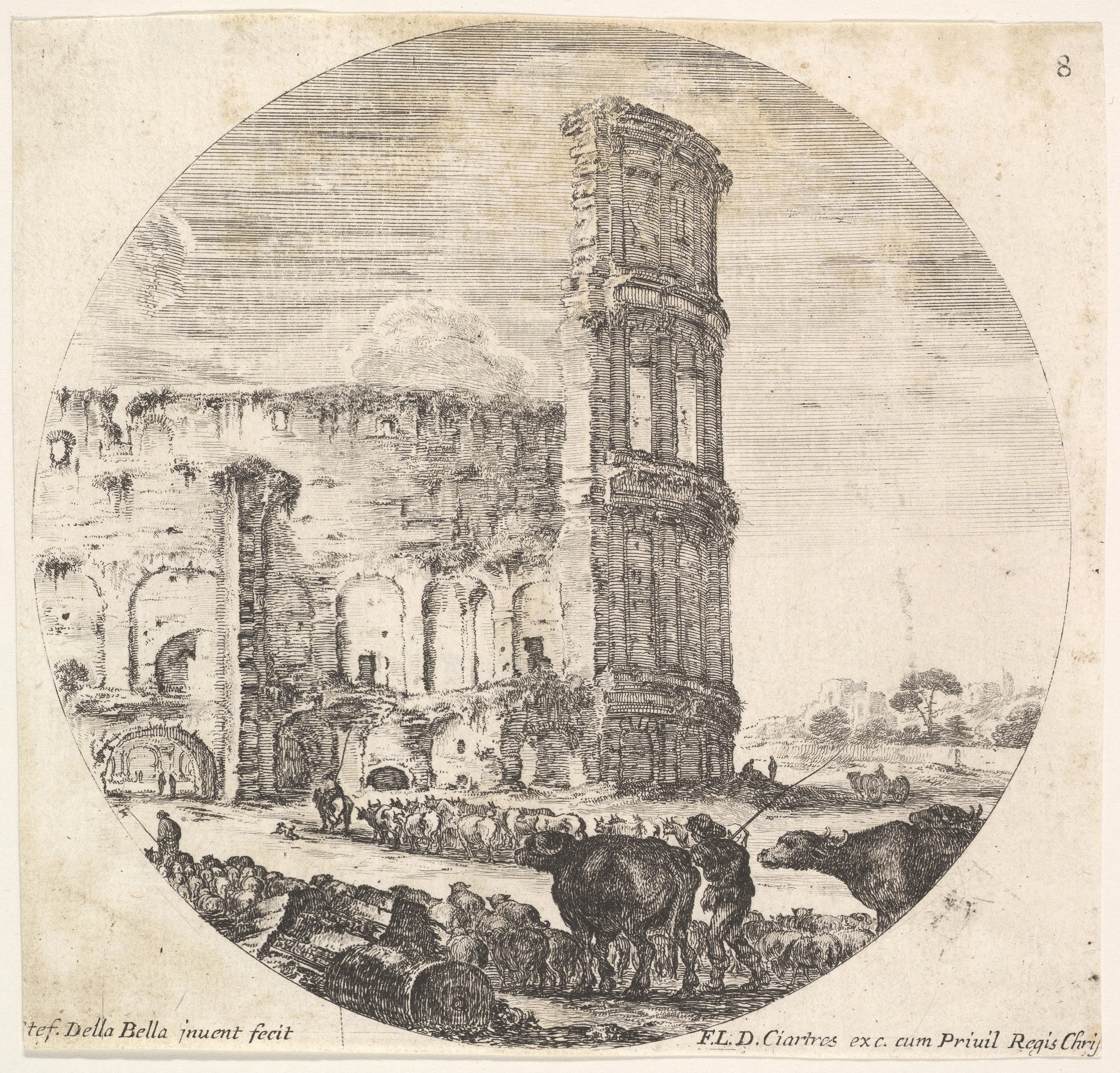
Le Colisée, extrait de « Paysages et ruines de Rome », Stefano della Bella, 1643-1648.
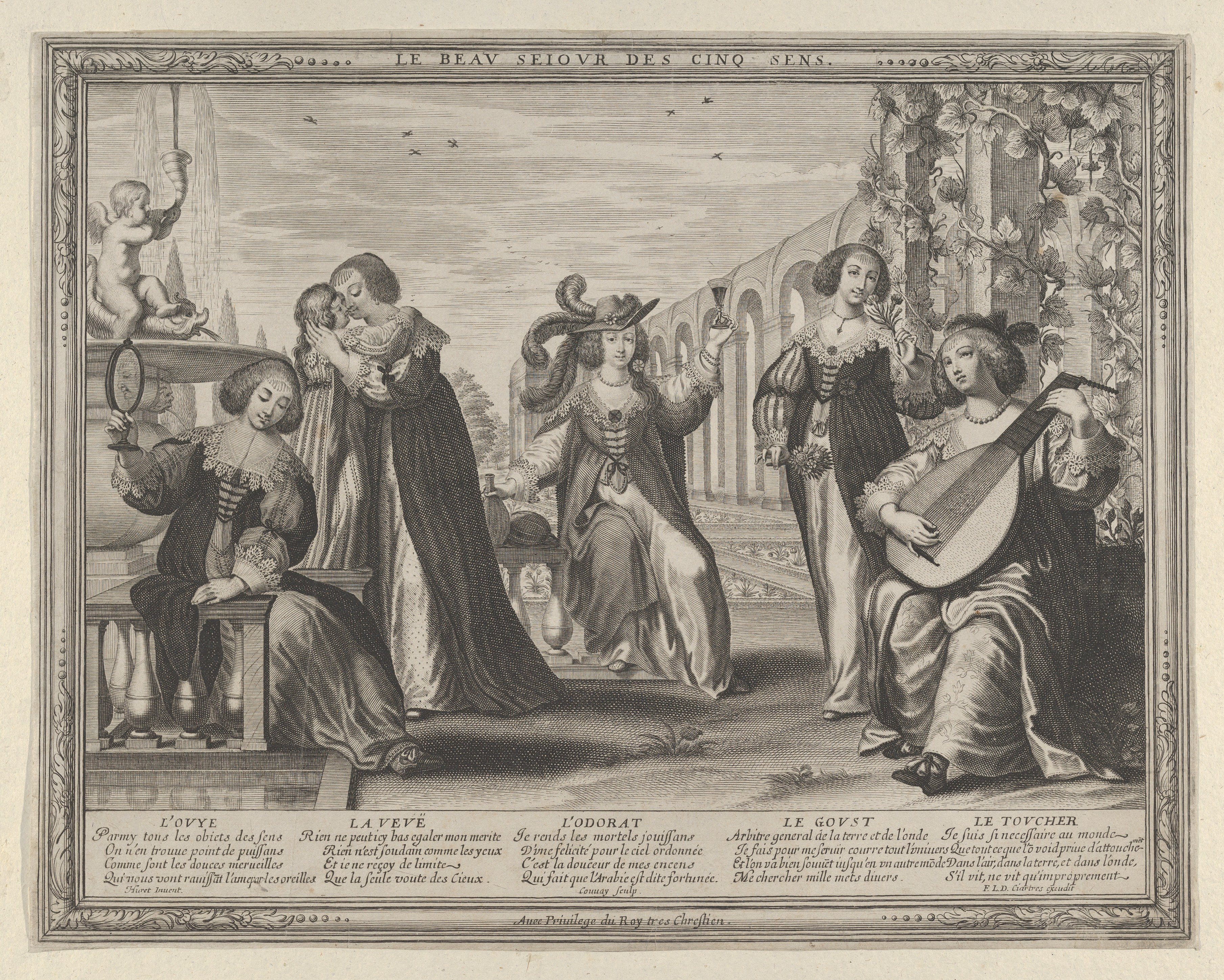
Le Beau Séjour des Cinq Sens de Jean Couvay, d'après Grégoire Huret.
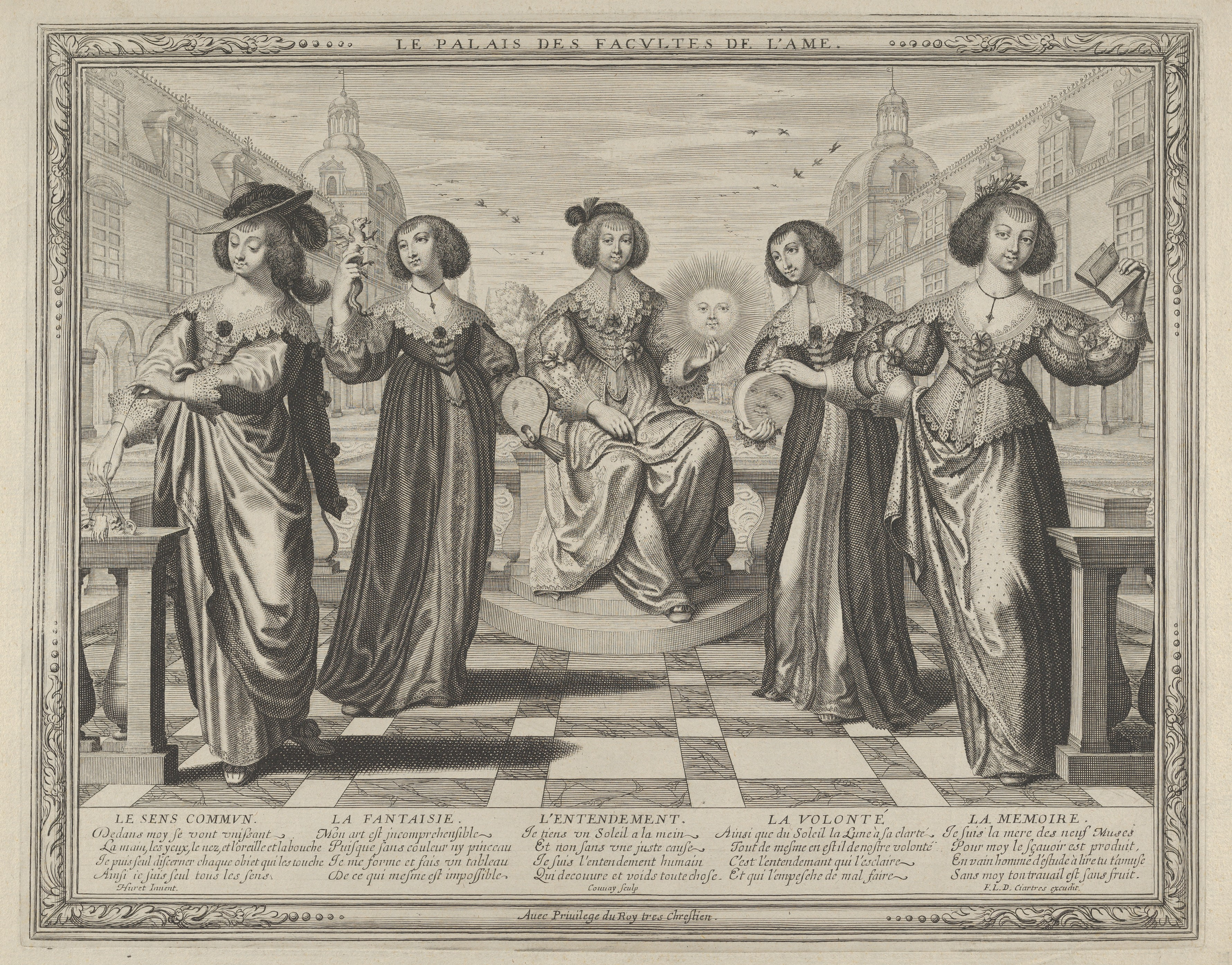
Le Palais des Facultés de l'Âme de Jean Couvay, d'après Grégoire Huret.

## Hommages
- Société archéologique d'Eure-et-Loir : conférence du 17 mars 2023, « Ciartres. L'éditeur oublié qui a magnifié l'estampe du XVIIe siècle. » par Alain Bouzy, journaliste, médiathèque l’Apostrophe, Chartres.